# Пянсе
Пянсе́, пян-се́ (кор. 편수, 片水, пхьонсу, 밴새, 밴세, пенсе, бенсе) — національна корейська страва, яка стала різновидом фастфуду.
Являє собою паровий пиріжок з капустяно-м'ясною начинкою і спеціями. Це популярна страва на Далекому Сході Росії, а також у громадах Корьо-сарам Центральної Азії.